# (3322) Lidiya
(3322) Lidiya (1975 XY1; 1975 VJ6) ist ein etwa sechs Kilometer großer Asteroid des inneren Hauptgürtels, der am 1. Dezember 1975 von der russischen, damals sowjetischen, Astronomen Tamara Michailowna Smirnowa (1935–2001) am Krim-Observatorium (Zweigstelle Nautschnyj) auf der Halbinsel Krim (IAU-Code: 095) entdeckt wurde. Er gehört zur Phocaea-Familie, einer Gruppe von Asteroiden, die nach (25) Phocaea benannt ist. Die Bahnelemente von (3322) Lidiya ähneln sich mit denen der Asteroiden (7) Iris, (9) Metis und (25) Phocaea. Die Rotationsperiode des Asteroiden wurde mit 710 Stunden berechnet; diese Annahme basiert jedoch lediglich auf einer fragmentartig beobachteten Lichtkurve, somit könnte dieser Wert auch komplett falsch sein.

## Benennung
(3321) Lidiya wurde benannt nach Lidija Swerewa (vollständiger Name: russisch Лидия Виссарионовна Зверева, deutsch ‚Lidija Wissarionowna Swerewa‘, englisch Lidiya Vissarionovna Zvereva; 1890–1916), der ersten Pilotin im damaligen Russischen Kaiserreich. Sie begann 1911 zu fliegen, unterrichtete andere Piloten und war auch am Bau von Flugzeugen beteiligt.